# Cyrtaphe alternata
Cyrtaphe alternata är en mångfotingart som beskrevs av Loomis 1936. Cyrtaphe alternata ingår i släktet Cyrtaphe och familjen Chelodesmidae. Inga underarter finns listade i Catalogue of Life.